# Меморијални музеј Раде Кончара
Меморијални музеј Раде Кончара у Кончаревом Крају, код Титове Коренице је био спомен-музеј посвећен револуционару и народном хероју Ради Кончару (1911—1942). Налазио се у Кончаревој родној кући и постојао је од 1959. до 1991. године, када се налазио у саставу Музеја револуције народа Хрватске из Загреба. Спомен-музеј је затворен и девастиран током рата у Хрвасткој, а данас се налази у саставу Хрватског повјесног музеја, али не ради.

## Историјат
Меморијални музеј Раде Кончара отворен је на иницијативу фабрике „Раде Кончар” из Загреба 1959. године у оквиру обележавања четрдесетогодишњице Савеза комуниста Југославије. Музеј је смештен у родној кући Раде Кончара у селу Кончарев Крај у близини Плитвичких језера у Лици, у тадашњој општини Титова Кореница. Кућа је изграђена 1910. године од камена и делимично дрвене конструкције, након повратка Радетовог оца Геодона Кончара из Америке. У кући је 6. августа 1911. године рођен Раде Кончар, електромеханичарски радник и комунистички револуционар, који је од марта 1940. до јула 1941. године био секретар Централног комитета Комунистичке партије Хрватске и члан Политбироа ЦК КПЈ. Након окупације Југославије, 1941. године Раде је био један од организатора Народноослободилачке борбе у Хрватској. У јесен исте године је био рањен и ухапшен у Сплиту, а јавно је стрељан 22. маја 1942. године у Шибенику.
Кончарева родна кућа је у току Другог светског рата била запаљена и уништена. Након рата је обновљена, али је временом њен оригинални изглед нарушен. Пре формирања музеја, кућа је служила за становање породице Кончар. Годину дана након отварања, спомен-музеј посвећен Ради Кончару је 1960. године ушао у састав Музеја револуције народа Хрватске у Загребу. Првобитна поставка спомен-музеја је 1967. године замењена новом поставком којом је потпуније презентована документарна грађа о Ради Кончару. Ова поставка је остала све до краја 1983. године, када је спомен-музеј затворен због реконструкције куће, која је усаглашена неколико година раније договором фабрике „Раде Кончар” и Музеја револуције народа Хрватске. Конзерваторску студију, којом је обухваћена санација и делимична реконструкција куће заједно с окућницом и традиционалним инвентаром, израдио је Регионални завод за заштиту споменика културе.

На кући се налази спомен-плоча са натписом:
У овој кући рођен
је 6. 8. 1911. године
народни херој
РАДЕ КОНЧАР
секретар ЦК КПХ
и члан Политбироа
ЦК КПЈ
стрељан од италијанских
фашиста
у Шибенику
22. 5. 1942. године

Реконструкцијом кући је враћен првобитни изглед чиме је добијена аутентичност простора, који је био подељен у две целине — биографски и етнографски. Горњи стамбени део куће је био адаптиран у простор са етнографском збирком, чији су предмети сакупљани у Коначревом Крају и ближој и даљој околини. На овај начин је извршена реконструкција амбијента у коме је 1911. године рођен и своје детињство провео Раде Кончар. Сакупљени етнографски предмети, који су се употребљавали у кући Кончаревих, уједно су аутентични за овај крај Лике и њиховом презентацијом добијена је реконструкција личке куће, па је поставка спомен-музеја поред меморијалног добила и аутентични лички амбијент. Изграђено је огњиште са припадајућим инвентаром — котао, троноижац, пека, лонци, као и дрвени предмети — кревет, ормар, сто, столице. Етнографски део збирке Меморијалног музеја имао је око 60 експоната.
Доњи део куће је био адаптиран у простор за излагање докумената о животу и револуционарно-политичком раду Раде Кончара. Експонати су били изложени у пулт-витринама са неонским осветљењем. На зидовима од камена су постављени увећани детаљи фотографија, док се у једном делу собе налазила спомен-биста, рад вајара Војина Бакића. Избор грађе и музејску поставку о Ради Кончару сачинила је Соња Колар, кустос Музеја револуције народа Хрватске. Ова поставка је била подељена у три целине:
- школовање Раде Кончара и запошљавање као браварског радника у Београду, синдикални и партијски рад до доласка у Загреб у фабрику „Сименс” 1936. године
- Кончарев рад на стварању мреже партијских организација у Хрватској и избор за секретара Централног комитета Комунистичке партије Хрватске
- Кончарев рад на организовању устанка у Хрватској, одлазак у Далмацију и слање извештаја о акцијама у Сплиту и Шибенику, као и његово хапшење, злостављање у затвору и стрељање на Шубићевцу у Шибенику 22. маја 1942. године

Међу изложеном грађом посебно су се издвајале фотокопије писама Раде Кончара послатих из Далмације, писаних ручно, а посебно његово последње писмо из затвора у Шибенику у коме је писао о свом хапшењу. У оквиру биографске поставке били су изложени и неки лични предмети Раде Кончара, а ова поставка је имала око 80 експоната.
Након обнове спомен-музеј Раде Кончара је отворен 28. септембра 1985. године, поводом четрдесете годишњице Победе на фашизмом и четрдесет треће године смрти Раде Кончара, а отворио да је председник Председништва Централног комитета Савеза комуниста Хрватске Мика Шпиљак. Свечаности поновног отварања спомен-музеја присуствовали су представници ЦК СК Хрватске, Републичке конференције ССРН Хрватске, Републичког одбора СУБНОР Хрватске, фабрике „Раде Кончар” и Окружног комитета Савеза комуниста из Титове Коренице. У периоду до почетка рата у Хрватској, спомен-музеј је највећи број посета имао у току летњих месеци, када су бројни посетиоци у склопу обиласка Плитвичких језера и Спомен-дома Шесте личке дивизије „Никола Тесла” обилазили и овај спомен-музеј.
У току рата у Хрватској, музеј је опљачкан и девастиран, а према евиденцији изврешеној након завршетка рата из музеја је нестао или оштећен одређен број предмета. Из етнографске збирке су нестала 22 предмета, док су 3 оштећена. Из меморијалне збирке је нестало 17 предмета. Сам објекат спомен-музеја није знатно оштећен, али се данас налази у видно запуштеном стању. Он се налази у саставу Хрватског повјесног музеја из Загреба, који је наследник Музеја револуције народа Хрватске.